# Östra Kikkejaur sameby
Östra Kikkejaur sameby är en skogssameby i Arvidsjaurs kommun och Arvidsjaurs församling, mellersta Lappland, Norrbottens län.
Att byn är en skogssameby innebär att renarna är i skogslandet hela året.
Åretruntmarkerna ligger ovanför lappmarksgränsen och vinterbetesmarkerna nedanför.

## Område
I söder "från lappmarksgränsen västerut längs Byske älv över Kilversjön, Arvidsjaursjön, Kikkejaurforsen och Västra Kikkejaure till Jerfojaurejokks inflöde i denna."

I väster "uppför Jerfojaurejokk från dess utlopp i Västra Kikkejaure till Östra Jerfojaure (Östansjö), därifrån stigen till Sarkaure och denna sjö samt bäcken till Gangsjajaure, strömmen därifrån till Ábrávrre, denna sjö och Arjeplogs sockengräns till Pite älv."

I norr "Pite älv från Arjeplogs sockengräns ned till lappmarksgränsen". Pite älv utgör gräns mellan samebyarna Östra Kikkejaur och Udtja, som ligger norr om älven.

I öster "sträcker sig samebyn så långt som samerna enligt sedvanerätt plägat utsträcka sina flyttningar" (bl.a. Kåtaselet i Skellefteå kommun, Västerbotten).
Längden är ovanför lappmarksgränsen cirka 92 kilometer. Största bredd är cirka 50 kilometer. Arealen var (1968) 2527 km².
I ovan nämnda område ingår sedan 1946 den söder om Pite älv belägna delen av detta år upplösta samebyn Malmesjaur skogslappby. Samtidigt avstods ett område i nordväst till Västra Kikkejaur sameby.

## Historia
Skogssamerna i södra Lappland är en ursprungsbefolkning. Befolkningen inom Östra Kikkejaur sameby tillhör språkhistoriskt den umesamiska språkgruppen och har varit en skogssamisk befolkning mycket länge.
År 1889 trädde 1886 års renbeteslag i kraft. Lagen innebar att det administrativa begreppet sameby (lappby), infördes i svensk lag, vilket i huvudsak innebar att nyttjanderätten till mark i fjällområdet blev gemensam (kollektiv). Därmed uppstod en administrativ skillnad mellan renägande och icke-renägande samer, vilken kommit att innebära många problem samt splittring som inte har någon historisk relevans.
Ernst Manker anger en del Äldre förhållanden;

Alla nämnda boplatser (se platser), utom Östervik och Grannäs har tradition som gamla visten. Man har noterat lämningar efter äldre övergivna visten vid Lommträsk, Njallejaure, Lill-Njallejaure, Vuotner, Melakjaure, Bius, Auktsjaure, Moskosel,Lövviken samt Sjönäs vid Lauker. Vidare vid Mörtträsk, två uddar vid Bredviken (Östra Kikkejaure), Serrejaure, Ledvattnet, en plats sydväst om Siksjön samt Jons-Sjulsas vid norra änden av Arvidsjaursjön.

### Kultplatser
Seitar finns vid Suddesjaure, Ripeluokta, Luoble, Hapstrajaure, Trollberget, Lauker samt vid Lambur.

### Offerplatser (utan seite)
Offerplatser finns vid Ravenvare, Kyrktjärn, Serrejaure samt vid Tjautjaur vid Gråträsk. Fiskoffer har ägt rum vid sjön Kalper. Vid Jijjajaure finns rester av ett dyrkat träd. 

## Platser
| - Jäknajaur - Kuotelesjaur - Kromsjokvaratj - Nilatsjokk - Kåtekielas - Brännudden (vid Ábrávrre) | - Suobdekjaur - Ripeluokte - Malmesjaur - Kåskatjaur - Abmojaur - Serpra | - Moskosel - Dåijemjaur - Ljusträsk - Sleng - Lommträsk - Tallsand (Östervik, Lommträsk) | - Sjuberget - Njallejaur / Lill-Njallejaur - Storliden - Auktsjaur - Vuotner - Lauker | - Grannäs - Kobdejaur - Serrejaur - Norra Holmnäs - Östra Kikkejaur - Melakjaur - Långsel | - Dartsel - Sydvästra Dartsel - Östansjö (vid Jerfojaure) - Stritjomvare - Seutner - Njallevare | - Suolenåivesuolo - Arvidsjaure (Arvehaure, sjöns västände) - Olofsberg (Framnäs) - Fjällbonäs - Tsåkas - Pjesker | - Brännberg - Ledvattnet - Gesikberget - Kåtaselet |

## Järnvägsstationer vidInlandsbanan
- Akkavare
- Auktsjaur
- Moskosel
- Ravenjaur
- Tjappsåive
- Trollforsen
- Utterträsk

## Sjöar
- Ábrávrre
- Gråträsk
- Jäknajaure
- Lauker
- Malmesjaure
- Pjesker
- Sleng
- Suddesjaure
- Västra Kikkejaure
- Östra Kikkejaure